# Steve Neil
Steve Neil (* 16. November 1953 in Dayton, Ohio; † 15. März 2010 in Hyannis) war ein US-amerikanischer Jazzmusiker (Bassgitarre, Kontrabass, Perkussion).

## Leben und Wirken
Neils Mutter spielte Jazz, und schon als Kind lernte er Saxophon und Gitarre. Mit dreizehn Jahren begann er mit dem Bass. Seine Profikarriere begann er als Bassgitarrist in einer Band namens The Chairmen of the Board 1972 in Detroit, in der er bis 1974 spielte und auch auf Europatourneen ging. Danach wurde er Mitglied der Band von Pharoah Sanders, der er fünf Jahre angehörte. Dazwischen arbeitete er kurz bei Elvin Jones, danach in der Band von Yusef Lateef. An der Westküste arbeitete er mit Harold Land, danach an der Ostküste mit Mary Lou Williams. 1977 spielte Neil in der Big Band von Frank Foster und bei Gil Evans (Priestess), 1979 bei Sun Ra. 1977 trat er mit Hannibal Marvin Peterson, George Adams und Diedre Murray auf dem Jazzfestival in Antibes auf (Hannibal in Antibes, Enja).
In den 1980er Jahren ging er u. a. mit Sam Rivers, Charles Tolliver 1983 und Beaver Harris 1985 auf Tourneen. In den 1990er Jahren kam es erneut zur Zusammenarbeit mit Pharoah Sanders für dessen Verve Album Message from Home. Außerdem arbeitete er mit Frank Lowe (Vision Blue, 1997), Michael Marcus und Sonny Simmons (Judgement Day, CIMP 1996)  und zuletzt 2005 mit Carl Grubbs zusammen. Neil ist an 23 Aufnahmen im Bereich des Jazz beteiligt. Laut Ian Carr sind seine Haupteinflüsse Sun Ra, Monk und Mingus.

## Lexikalischer Eintrag
- Ian Carr, Digby Fairweather, Brian Priestley: Rough Guide Jazz. Der ultimative Führer zum Jazz. 1800 Bands und Künstler von den Anfängen bis heute. 2., erweiterte und aktualisierte Auflage. Metzler, Stuttgart/Weimar 2004, ISBN 3-476-01892-X, S. 503 (englische Ausgabe Rough Guides 2007, ISBN 1-84353-256-5).
- Richard Cook, Brian Morton: The Penguin Guide of Jazz on CD. 6. Auflage. Penguin, London 2002, ISBN 0-14-051521-6.